# Richtlinie 2004/22/EG über Messgeräte

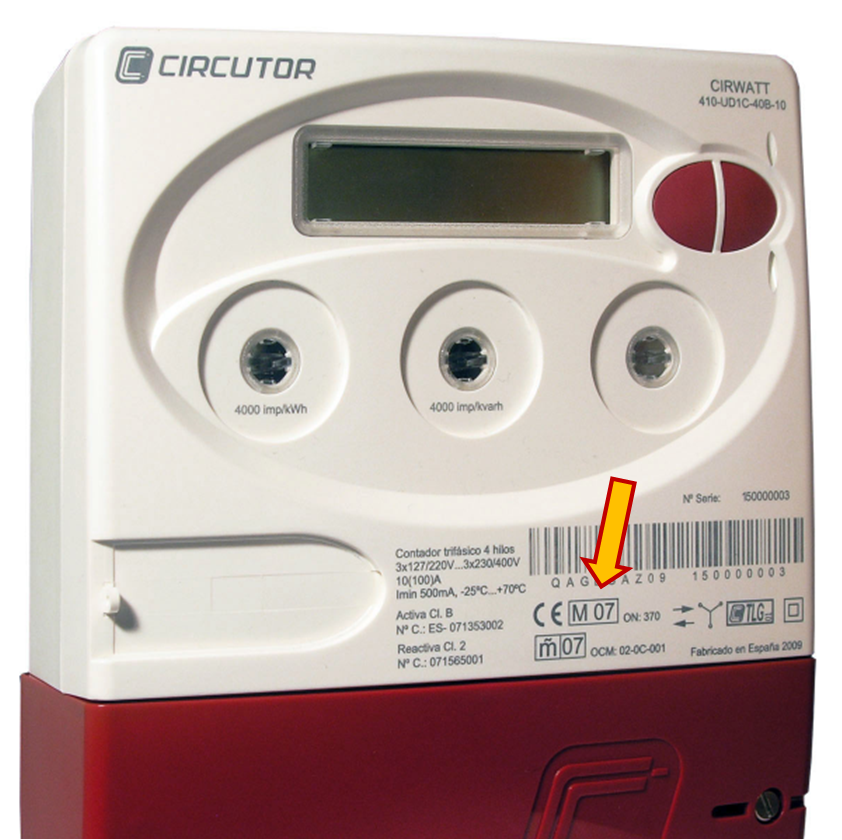
Messgerät mit CE- und zusätzlicher Kennzeichnung, angebracht im Jahr 2007 (CE M 07)

Die Richtlinie 2004/22/EG über Messgeräte, kurz Messgeräterichtlinie (englisch Measuring Instruments Directive, abgekürzt MID) ist eine Richtlinie der Europäischen Union von 2004. Sie trat zum 30. Oktober 2006 in Kraft. Die Richtlinie wurde mit Wirkung vom 20. April 2016 durch Richtlinie 2014/32/EU ersetzt.

## Inhalt
Mit der MID-Richtlinie wurden ältere Einzelrichtlinien, die technisch überholt waren, aufgehoben und durch eine eigenständige Richtlinie auf dem Gebiet der technischen Harmonisierung und Normung ersetzt.
Die bis dahin erforderliche Ersteichung durch die Eichbehörde oder eine staatlich anerkannte Prüfstelle entfiel. An ihre Stelle trat eine Konformitätsbewertung des Herstellers (CE-Kennzeichnung). Außerdem wurde eine Marktaufsicht beim Messgeräteverwender eingeführt.
Der Geltungsbereich der Richtlinie erstreckt sich auf
- MI-001 Wasserzähler
- MI-002 Gaszähler und Mengenumwerter
- MI-003 Elektrizitätszähler für Wirkverbrauch
- MI-004 Wärmezähler
- MI-005 Messanlagen für die kontinuierliche und dynamische Messung von Flüssigkeiten außer Wasser (Durchflussmesser)
- MI-006 Selbsttätige Waagen
- MI-007 Taxameter
- MI-008 Maßverkörperungen
- MI-009 Geräte zur Messung von Längen und ihrer Kombinationen
- MI-010 Abgasanalysatoren

Zum 20. April 2016 wurde die MID-Richtlinie durch die Europäische Richtlinie 2014/32/EU ersetzt. Es wurden im Wesentlichen prozedurale Änderungen zur Marktaufsicht, jedoch keine Änderungen des Geltungsbereichs, der grundlegenden Anforderungen und der möglichen Konformitätsbewertungsverfahren vorgenommen.

## Umsetzung in nationales Recht

### Deutschland
Die Umsetzung in deutsches Recht erfolgt im Mess- und Eichgesetz (MessEG) und der aufgrund des MessEG erlassenen Mess- und Eich-Verordnung (MessEV), zuletzt reformiert mit Wirkung zum 1. Januar 2015.

### Österreich
In Österreich setzt das Maß- und Eichgesetz die Richtlinie in nationales Recht um.